# Клятва дарения
Клятва дарения (англ. The Giving Pledge) — филантропическая кампания, начатая в июне 2010 года американскими миллиардерами Уорреном Баффеттом и Биллом Гейтсом. По состоянию на август 2020 года это обязательство подписал 241 человек из 29 стран. Большинство подписавших данное обещание является долларовыми миллиардерами и по состоянию на 2016 год их обещания оцениваются в 600 миллиардов долларов.

## Описание
Официальный сайт кампании гласит, что «это попытка сподвигнуть самых богатых людей и их семьи пожертвовать бо́льшую часть своих состояний на филантропию». К маю 2019 года 204 миллиардера из 23 стран присоединились к кампании и пообещали отдать не менее 50 % своего капитала на благотворительность. В списке филантропов оказались такие известные миллиардеры, как Майкл Блумберг, Джордж Лукас, Дэвид Рокфеллер, Марк Цукерберг и др. Согласно Клятве, пожертвования могут быть произведены как при жизни дарителя, так и после его смерти. Даритель волен сам выбирать страны и программы, которые он хочет поддерживать. Клятва является моральным, но не юридическим обязательством, заявителю стоит лишь предоставить заявление в произвольной форме на имя руководства фонда. Уоррен Баффетт заявил, что был бы рад встретиться с миллиардерами из Индии, Китая и обсудить с ними идеи филантропии. В марте 2011 года Шон Белден, Гейтс и Баффет посетили Индию, чтобы обсудить там вопрос присоединения к Клятве дарения. Французские миллиардеры Арно Лагардер и Лилиан Беттанкур встречались с Баффетом, но отказались присоединиться к Клятве дарения и также отказались от комментариев по этому поводу.

## Список подписавшихся
- Карл Айкан
- Пол Аллен
- Аль-Валид ибн Талал Аль Сауд
- Джон Арнольд и Лаура Арнольд
- Майкл Блумберг
- Эли Брод и Эдит Брод
- Уоррен Баффетт
- Рэй Далио
- Джон Доерр и Энн Доерр
- Барри Диллер и Диана фон Фюрстенберг
- Билл Гейтс и Мелинда Гейтс
- Ирвин Джейкобс и Джоан Джейкобс
- Джордж Кайзер
- Кеннет Лангон Илейн Лангон
- Леон Леви (вдова Шелби Вайт)
- Джерри Ленфест и Маргарит Ленфест
- Лорри Локи
- Джордж Лукас
- Питер Льюис
- Альфред Манн
- Бернард Маркус и жена Билли Маркус
- Юрий Мильнер
- Том Монаган
- Джон Моргридж и Таша Моргридж
- Дастин Московиц и Чари Туна
- Гордон и Бетти Мур
- Пьер Омидьяр и Пэм Омидьяр
- Бернард Ошер и Барбо Ошер
- Рональд Перельман
- Питер Петерсон
- Томас Пикенс
- Джулиан Робертсон мл.
- Дэвид Рокфеллер
- Девид Рубинштейн
- Герберт Сэндлер и Мэрион Сэндлер
- Роджер Сэнт и Вики Сэнт
- Маккензи Скотт и Дэн Джэветт
- Уолтер Скотт мл.
- Джеймс Харрис Саймонс и Мерилин Саймонс
- Джефри Сколл
- Патрик Сунсюн и Мишель Чан
- Том Стейер и Кэт Тэйлор
- Джеймс Стауерс и Вирджиниа Стауерс
- Тед Тёрнер
- Стэнфорд Уэйл и Джоан Уэйл
- Джон Хантсмен и Карен Хантсмен
- Баррон Хилтон
- Ларри Эллисон
- Марк Цукерберг и Присцилла Чан
- Владимир Потанин
- Виктор Пинчук
- Ричард Брэнсон и Джоан Брэнсон
- Джон Кодуэлл
- Кристофер Купер-Хон и Джейми Купер-Хон
- Эндрю Форрест и Никола Форрест
- Мохамед Ибрагим
- Патрис Мотсепе и Прешес Мотсепе
- Хассо Платтнер
- Азим Премжи
- Дэвид Сэйнсбери
- Винсент Тан
- Илон Маск
- Брайан Ческки
- Нейтан Блечарзик
- Омурбек Бабанов
- Герберт Вертхайм
- Чарльз Фини
- Харольд Хамм